# Phoebetria
Os piaus são pequenos albatrozes do género Phoebetria. Existem duas espécies, o piau-preto (P. fusca) e o piau-de-costas-claras ou piau-de-costa-clara (P. palpebrata). Há muito que são considerados como género distinto dos outros albatrozes, ao longo das várias revisões taxonómicas desta família de aves ao longo de cerca de 150 anos. Eram, tradicionalmente, consideradas como espécies primitivas, partilhando algumas características com a família dos petréis. Contudo, estudos moleculares, em nível do DNA mitocondrial, demonstraram que é um grupo taxonómico aparentado ao género Thalassarche, distinguindo-se, os dois grupos taxonómicos, dos grandes albatrozes e dos albatrozes do Pacífico Norte (Nunn et al., 1996).
Ambas as aves deste género têm uma plumagem preta distintiva sobre a cabeça, asas e ventre. O piau-preto tem toda a parte superior escura, enquanto que o piau-de-costas-claras tem as costas acinzentadas até à cauda. As duas espécies distinguem-se ainda pela estreita linha amarela presente no bico do piau-preto. Apesar das diferenças entre as duas espécies, muito dificilmente se conseguem distinguir no oceano, especialmente quando há pouca luz. Ambas têm um anel ocular branco incompleto, bicos negros e pés cinzentos. São, de todos os albatrozes, os de menor dimensão, com uma envergadura de 200 cm, tendo também um corpo relativamente estreito. Únicas entre os albatrozes são, ainda, as suas caudas rígidas, com forma de cunha, cujas características ainda não foram devidamente justificadas, mas que estarão relacionadas com a sua capacidade de mergulho em busca de comida.
Os piaus, tal como muitas outras aves marinhas, são aves coloniais, embora sejam uma espécie muito menos gregária que os outros géneros de albatroz. De facto, em algumas das ilhas onde procedem à sua procriação (como em Tristão da Cunha), os piaus nidificam em grupos muito pequenos ou em agregados dispersos de dois a cinco ninhos. O piau-de-costas-claras chega mesmo a nidificar sozinho. Isto deve-se, em parte, à sua tendência para nidificarem em escarpas, ao contrário dos outros albatrozes, que preferem terreno plano. Constroem ninhos cónicos onde procedem à postura de um único ovo. Os ovos são incubados durante 70 dias, pelos dois progenitores. O macho toma o primeiro turno após a postura, permanecendo aí 11 dias, após os quais se vão revezando por períodos alternados de 7 dias. Depois da eclosão, a cria é aquecida pelo corpo dos progenitores por 20 dias até ser capaz de se termorregular sozinha. Depois disso, ambos os progenitores tomam a tarefa de a alimentar, trazendo alimento, em média, a cada três dias. A cria é alimentada por cerca de 160 dias, até estar preparada para levantar voo pela primeira vez. Os cuidados parentais terminam depois desse acontecimento. Os piaus são capazes de completar um ciclo reprodutivo em menos de um ano, contudo, não acasalam em anos consecutivos, mas em anos alternados. Só cerca de 22% dos piaus-pretos sobrevive até à idade adulta, não existindo dados concretos quanto aos piaus-de-costas-claras. Ambas as espécies voltam à sua colónia natal depois de decorridos 7 a 10 anos de voo pelo oceano, passando a acasalar alguns anos depois.
Os piaus-pretos nidificam em ilhas do Atlântico Sul (Tristão da Cunha e Gonçalo Álvares) e ilhas do oceano Índico meridional (das Ilhas Crozet à Ilha Kerguelen). No mar, procuram alimento da América do Sul à Austrália, existindo alguns registos de aves que atingem a Nova Zelândia. O piau-de-costas-claras tem uma distribuição geográfica mais ampla, nidificando na Geórgia do Sul, no Atlântico, em algumas ilhas onde também nidifica a sua espécie congénere no Oceano Índico, na Ilha Macquarie e nas ilhas subantárticas da Nova Zelândia. No mar, procuram alimento mais a sul do que os piaus-pretos, até à Antárctida, em torno do Oceano Glacial Antárctico, até, a norte, ao Chile, Tasmânia e África do Sul. Aí, comem mais peixe que lulas, ao contrário da grande maioria dos albatrozes. Alimentam-se também de cadáveres, especialmente de outras aves marinhas. São os albatrozes capazes de maiores profundidades de mergulho, conseguindo mergulhar em média até 5 m de profundidade - tendo-se já registado mergulhos de 12 m.
As duas espécies enfrentam ameaças semelhantes: espécies introduzidas atacam as crias e os ovos, e muitas das aves adultas são capturadas por navios espinheleiros. Estas ameaças, combinadas com alguma depredação histórica de aves por seres humanos, levou a um declínio estimado em 75% da população de piaus-pretos nos últimos 90 anos (cerca de 40 000 aves), o que levou à sua listagem como espécie em perigo pela IUCN. O piau-de-costas-claras não foi tão atingido pelo decréscimo populacional, pelo que é considerada, atualmente, como "quase-ameaçada".